# Bourbon (Indiana)
Bourbon és una població dels Estats Units a l'estat d'Indiana. Segons el cens del 2000 tenia 1.691 habitants.

## Demografia
Segons el cens del 2000, Bourbon tenia 1.691 habitants, 646 habitatges, i 443 famílies. La densitat de població era de 627,8 habitants per km².
Dels 646 habitatges en un 38,1% hi vivien nens de menys de 18 anys, en un 54,8% hi vivien parelles casades, en un 9,4% dones solteres, i en un 31,4% no eren unitats familiars. En el 28,6% dels habitatges hi vivien persones soles el 12,2% de les quals corresponia a persones de 65 anys o més que vivien soles. El nombre mitjà de persones vivint en cada habitatge era de 2,62 i el nombre mitjà de persones que vivien en cada família era de 3,26.
Per edats la població es repartia de la següent manera: un 31,3% tenia menys de 18 anys, un 9,5% entre 18 i 24, un 31,3% entre 25 i 44, un 16,2% de 45 a 60 i un 11,7% 65 anys o més.
L'edat mediana era de 32 anys. Per cada 100 dones de 18 o més anys hi havia 89,6 homes.
La renda mediana per habitatge era de 40.292 $ i la renda mediana per família de 50.000 $. Els homes tenien una renda mediana de 32.679 $ mentre que les dones 21.645 $. La renda per capita de la població era de 17.054 $. Entorn del 4,1% de les famílies i el 5,9% de la població estaven per davall del llindar de pobresa.

## Poblacions més properes
El següent diagrama mostra les poblacions més properes.